# Pinophyta
La divisione Pinophyta Reveal, 1996 include la grande maggioranza delle piante chiamate comunemente conifere (che significa "portatrici di coni", cioè di strobili) perciò possono essere considerati sinonimi. Sono piante vascolari (Tracheobionta), con semi (Spermatophyta) contenuti in un cono, legnose, perlopiù alberi e solo pochi arbusti. Sono spesso dominanti nel loro ambiente al punto che varie specie di conifere possono essere trovate allo stato naturale in quasi tutte le parti del mondo. Rivestono una grande importanza economica, specialmente per la lavorazione del legno strutturale e la produzione di carta.

## Tassonomia e nomenclatura
Il nome della divisione corrente Pinophyta deriva dalle regole della classificazione scientifica che richiedono per la nomenclatura che i nomi delle gerarchie più alte siano basati sul nome del genere tipo, Pinus in questo caso. Prima di questo, la classificazione usava nomi come "Coniferophyta", "Coniferales" o "Coniferae".
La divisione contiene solo una classe di piante viventi, Pinopsida. Le altre sono estinte. La suddivisione delle Pinopsida in più ordini è stata proposta molte volte. La più frequente era quella basata su due ordini, Taxales (solo Taxaceae) e Pinales (il resto). Ma recenti analisi genetiche hanno mostrato che questa interpretazione non è monofiletica: le Pinales hanno antenati distinti rispetto alle altre famiglie. Perciò si dovrebbe dividere le Pinopsida in tre ordini: Pinales contenenti solo le Pinaceae, Araucariales contenenti Araucariaceae e Podocarpaceae e Taxales contenenti le altre famiglie, ma questa distinzione non è ancora entrata nel linguaggio botanico comune, che preferisce di solito raggruppare le famiglie nell'unico ordine Pinales, a dispetto delle loro differenze morfologiche e filogenetiche.

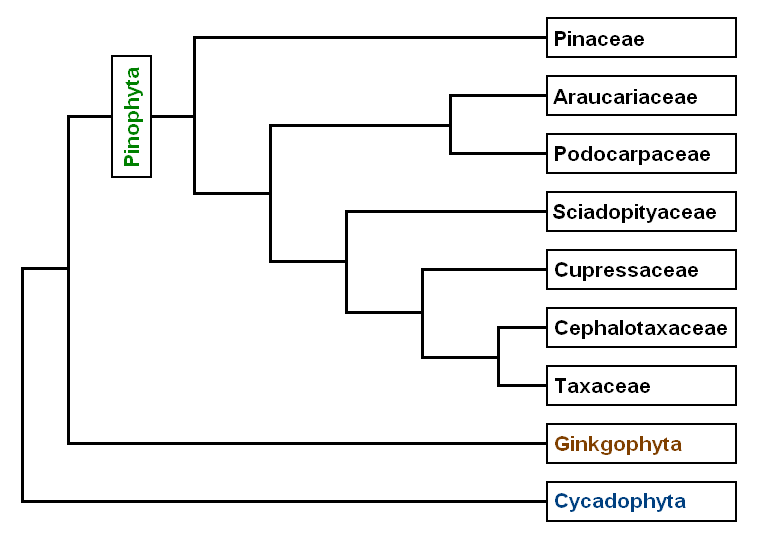
Filogenesi della divisione Pinophyta basata su analisi genetiche.

Le conifere, Pinophyta appunto, sono ora considerate universalmente come una divisione contenente da sei a otto famiglie, per un totale di 65-70 generi e 600-650 specie. Talvolta le Cephalotaxaceae sono state incluse nelle Taxaceae, e alcuni autori sostengono che le Phyllocladaceae dovrebbero esser tenute distinte dalle Podocarpacee. Tempo fa le Taxodiaceae erano riconosciute spesso come famiglia autonoma, ma oggi sono normalmente incluse nelle Cupressaceae.
Le conifere sono un gruppo antico, con fossili che risalgono a 300 milioni di anni fa, dal periodo Paleozoico al Carbonifero; anche molti dei generi moderni sono riconoscibili da fossili di 60-120 milioni di anni fa. Altre classi e generi, ora estinti, sono stati trovati come fossili, in particolare dal tardo Paleozoico alle ere mesozoiche. Le conifere fossili includono molte forme differenti, le più nettamente distinte sono alcune conifere erbacee senza un fusto legnoso. I principali gruppi di conifere fossili includono le Cordaitales, Vojnovskyales, Voltziales e anche le Czekanowskiales (forse più vicine alla famiglia delle Ginkgophyta).

## Morfologia
Tutte le conifere attuali sono piante legnose e molte sono alberi, la maggioranza dei quali ha un tronco singolo con rami laterali. La misura delle conifere mature può variare da meno di un metro a oltre 100 metri. Gli esseri viventi più alti, più grossi, più massicci e antichi sono conifere. Il più alto è una sequoia della California (Sequoia sempervirens) alta 112,34 metri. Il più grosso è una sequoia gigante (Sequoiadendron giganteum), con un volume di 1486,9 metri cubici. Il più massiccio, con il tronco più largo in assoluto, è un Taxodium mucronatum con un diametro del tronco di 11,42 metri. Il più vecchio è un Pinus longaeva che ha 4700 anni.

### Fogliame
Le foglie di molte conifere sono aghi lunghi e sottili, ma altre hanno foglie piatte a scaglie triangolari. Alcune, specialmente nelle famiglie Araucariaceae e Podocarpaceae hanno foglie larghe. Nella maggioranza dei casi, le foglie sono disposte a spirale, con l'eccezione di molte delle Cupressaceae ed un genere delle Podocarpaceae (Nageia), dove sono disposte in paia opposte o in circoli di 3-4 foglie. In molte specie con foglie disposte in spirale la base della foglia è girata per presentare le foglie su un unico piano orizzontale, in modo da massimizzare la ricezione della luce solare.
Gli stomi sono in linee o a toppe sulle foglie, possono essere chiusi quando è molto secco o freddo. Le foglie sono spesso di colore verde scuro, per assorbire il massimo d'energia solare alle alti latitudini o nella fitta ombra della foresta.
Le conifere da aree calde con molto irraggiamento solare, come per esempio il pino calabro (Pinus brutia), spesso hanno foglie di un verde più brillante, mentre altre come il peccio del Colorado (Picea pungens) hanno una copertura di cera di colore glauco per riflettere la luce ultravioletta. Nella grande maggioranza dei casi le conifere sono sempreverdi e le foglie possono rimanere per molti anni sulla pianta ma tre generi Larix, Taxodium e Metasequoia perdono le foglie d'autunno rimanendo spogli durante tutto l'inverno. In alcuni generi il fogliame giovanile appare differente da quello adulto.

### Riproduzione
Le conifere di solito sono piante monoiche, ma alcune sono sottodioiche o dioiche. I semi delle conifere si sviluppano in un cono protettivo chiamato strobilo. Gli strobili impiegano dai quattro mesi ai tre anni per raggiungere la maturità e possono variare da 2 mm a 600 mm in lunghezza. In alcuni casi, come nei generi Cedrus e Abies, il cono si disintegra, in altri casi si apre solamente per rilasciare i semi. Non tutti i coni sono duri e legnosi: in alcuni casi possiedono una parte carnosa che può essere utilizzata dagli uccelli per spandere i semi.
La fecondazione avviene in questo modo. I coni maschili hanno strutture chiamate microsporangi che producono un polline giallastro. Il polline viene rilasciato e portato dal vento verso i coni femminili. I grani di polline delle pinofite attuali producono tubetti pollinici come quelli delle angiosperme. Quando un grano di polline raggiunge un cono femminile, la cellula spermatica in esso contenuta feconda la cellula uovo presente nel cono macrosporangiato. Lo zigote risultante poi si sviluppa in un embrione che, insieme al suo tegumento circostante, diventa un seme. Alla fine il seme finisce a terra e, se le condizioni lo permettono, forma una nuova pianta.

## Altre caratteristiche
Sebbene il numero totale delle specie sia relativamente piccolo, le conifere sono d'immensa importanza ecologica: sono le piante che dominano in vastissime aree, in particolare nelle foreste boreali dell'emisfero settentrionale, ma anche in climi simili sulle montagne delle zone più meridionali.
Molte conifere producono resine profumate, secrete per proteggersi da insetti e funghi. La resina fossilizzata si trasforma in ambra.

## Galleria d'immagini

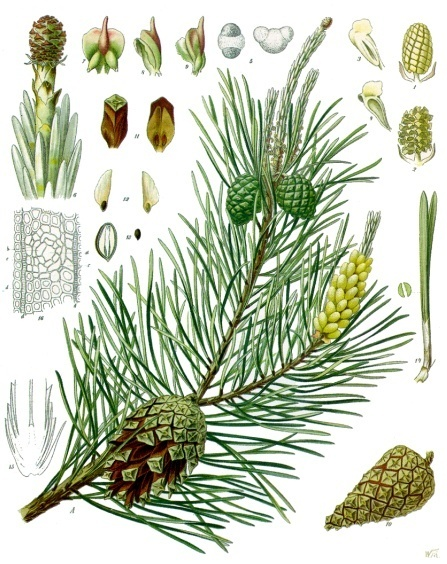
Pino silvestre (Pinus sylvestris)
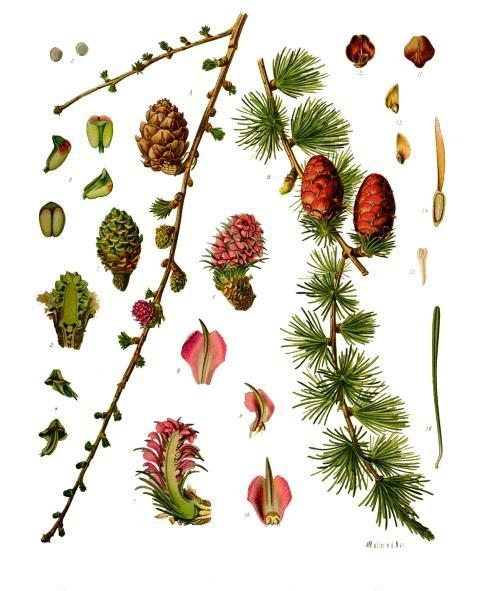
Larice (Larix decidua)
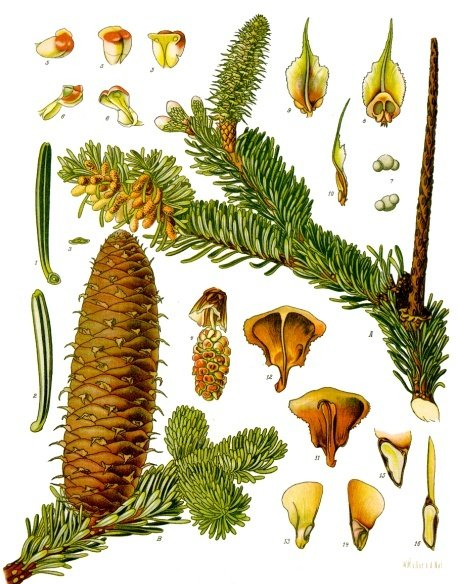
Abete bianco (Abies alba)
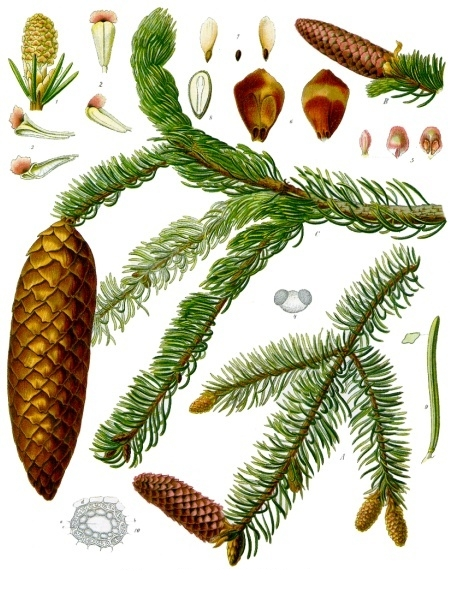
Peccio (Picea abies)